# Liste der Senatoren der Vereinigten Staaten aus Utah
Die Liste der Senatoren der Vereinigten Staaten aus Utah führt alle Personen auf, die jemals für diesen Bundesstaat dem US-Senat angehört haben, nach den Senatsklassen sortiert. Dabei zeigt eine Klasse, wann dieser Senator wiedergewählt wird. Die Wahlen der Senatoren der class 1 fanden zuletzt 2024 statt. Die Senatoren der class 3 wurden zuletzt im November 2022 gewählt.

## Klasse 1

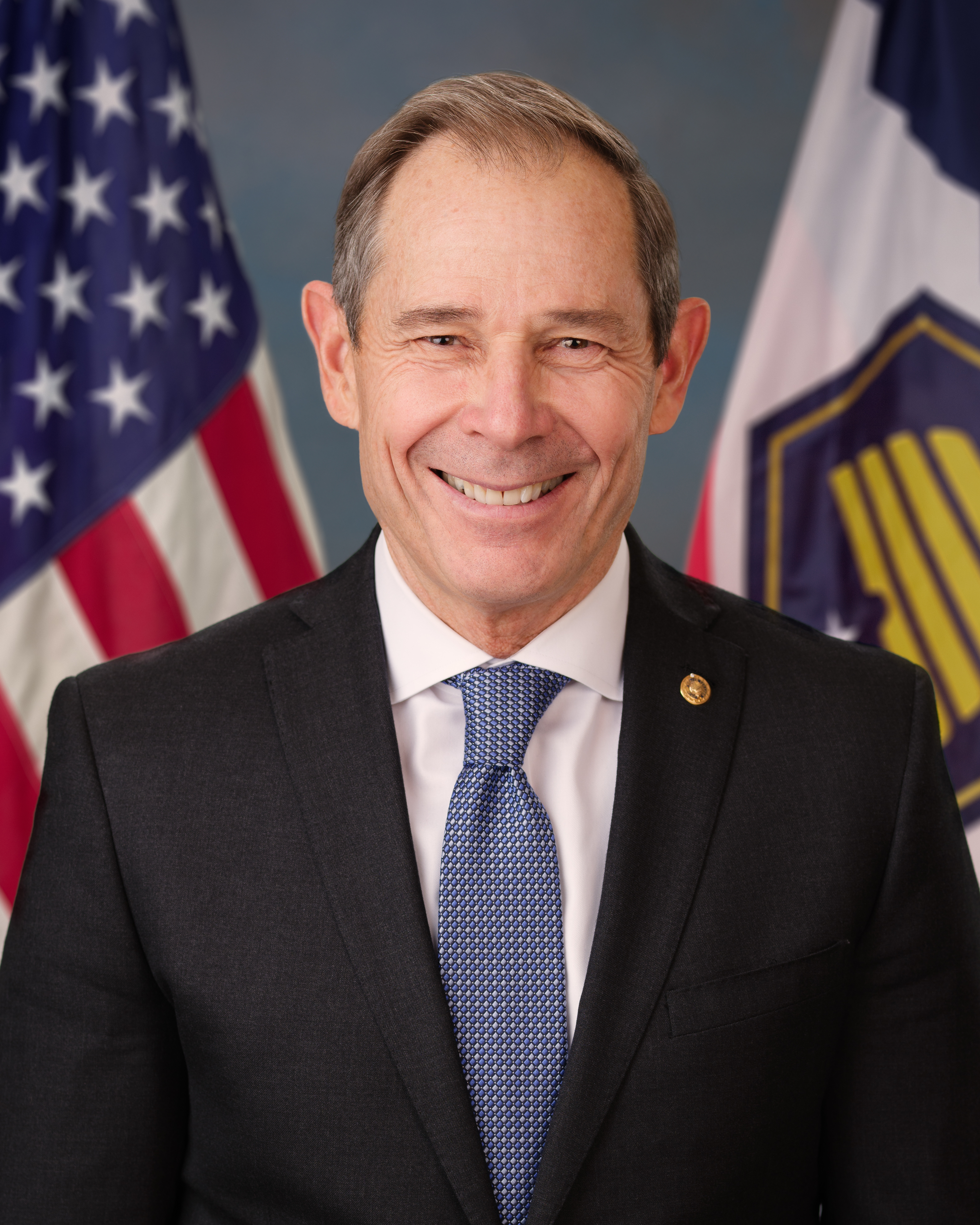
John Ream Curtis

Utah ist seit dem 4. Januar 1896 US-Bundesstaat und hatte bis heute neun Senatoren der class 1 im Kongress.
| Name                  | Amtszeit  | Partei       | Lebensdaten                           |
| --------------------- | --------- | ------------ | ------------------------------------- |
| Frank Jenne Cannon    | 1896–1899 | Republikaner | 25. Januar 1859 – 25. Juli 1933       |
| vakant                |           |              |                                       |
| Thomas Kearns         | 1901–1905 | Republikaner | 11. April 1862 – 18. Oktober 1918     |
| George Sutherland     | 1905–1917 | Republikaner | 25. März 1862 – 18. Juli 1942         |
| William Henry King    | 1917–1941 | Demokrat     | 3. Juni 1863 – 27. November 1949      |
| Orrice Abram Murdock  | 1941–1947 | Demokrat     | 18. Juli 1893 – 15. September 1979    |
| Arthur Vivian Watkins | 1947–1959 | Republikaner | 18. Dezember 1886 – 1. September 1973 |
| Frank Edward Moss     | 1959–1977 | Demokrat     | 23. September 1911 – 29. Januar 2003  |
| Orrin Grant Hatch     | 1977–2019 | Republikaner | 22. März 1934 – 23. April 2022        |
| Willard Mitt Romney   | 2019–2025 | Republikaner | * 12. März 1947                       |
| John Ream Curtis      | seit 2025 | Republikaner | * 10. Mai 1960                        |

## Klasse 3

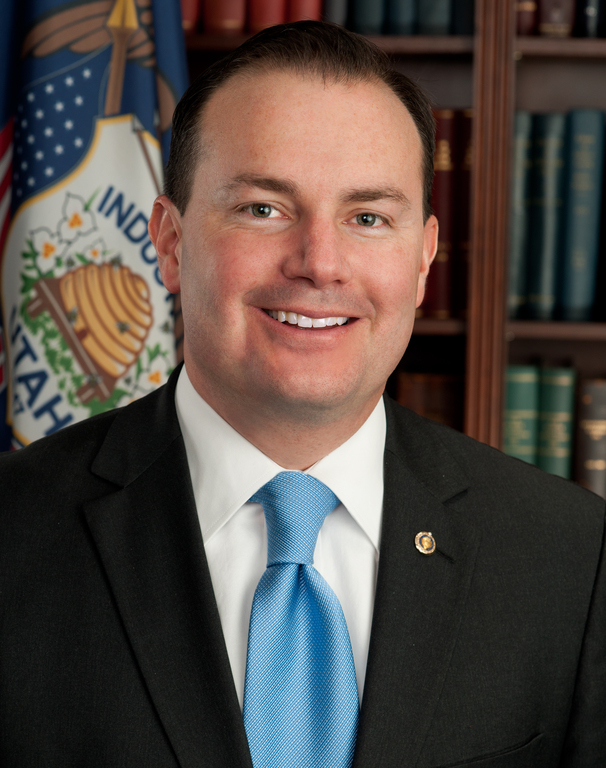
Mike Lee

Utah stellte bis heute acht Senatoren der class 3:
| Name                     | Amtszeit  | Partei       | Lebensdaten                           |
| ------------------------ | --------- | ------------ | ------------------------------------- |
| Arthur Brown             | 1896–1897 | Republikaner | 8. März 1843 – 12. Dezember 1906      |
| Joseph Lafayette Rawlins | 1897–1903 | Demokrat     | 28. März 1850 – 24. Mai 1926          |
| Reed Owen Smoot          | 1903–1933 | Republikaner | 10. Januar 1862 – 9. Februar 1941     |
| Elbert Duncan Thomas     | 1933–1951 | Demokrat     | 17. Juni 1883 – 11. Februar 1953      |
| Wallace Foster Bennett   | 1951–1974 | Republikaner | 13. November 1898 – 19. Dezember 1993 |
| Edwin Jacob Garn         | 1974–1993 | Republikaner | * 12. Oktober 1932                    |
| Robert Foster Bennett    | 1993–2011 | Republikaner | 18. September 1933 – 4. Mai 2016      |
| Michael Shumway Lee      | seit 2011 | Republikaner | * 4. Juni 1971                        |